# Походження народу лангобардів

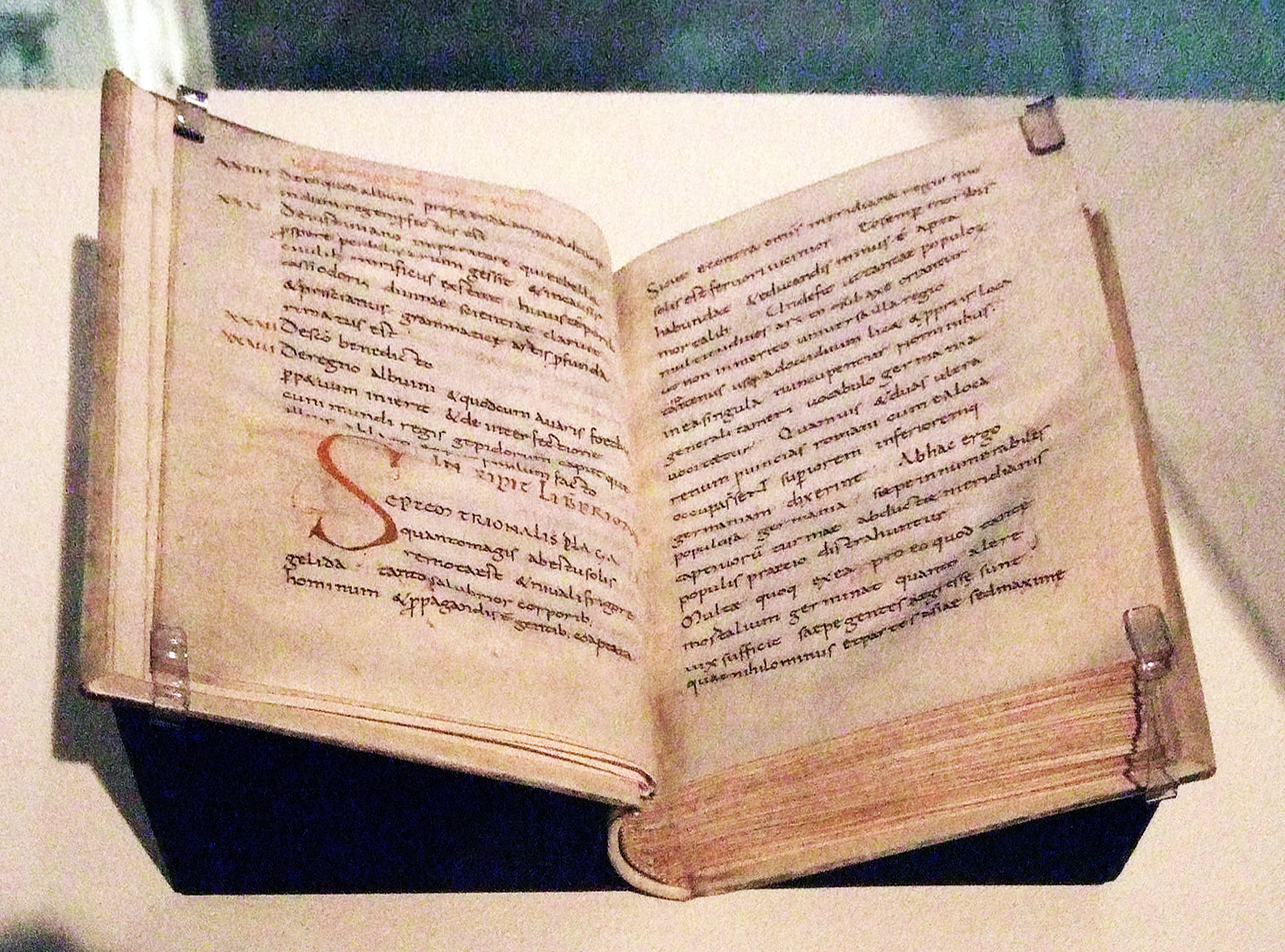
«Походження народу лангобардів»

«Походження народу лангобардів» (лат. Origo gentis Langobardorum)  — невеликий анонімний історичний твір, який є одним з основних джерел з ранньої історії лангобардів. Його було складено у другій половині  VII ст. та внесено як пролог до кодексу законів короля Ротарія. 
Твір дійшов до наших днів у складі 3-х рукописів IX — XI ст.: 
1. Modena, Biblioteka Capitolare 0.1.2 (IX ст.).
2. Cava de'Tirreni, Archivo della Badia 4 (XI ст.).
3. Madrid, Biblioteca Nacionale 413 (перша половина XI ст.).

«Походження народу лангобардів»  — основне власне лангобардське джерело з історії цього народу до завоювання ним Італії та перших років існування Лангобардського королівства. Всі інші історики, які описували давню історію лангобардів, використовували цей твір як головне джерело своєї інформації (Павло Диякон у своїй «Історії народу лангобардів» прямо говорить про використання «Походження народу лангобардів»). 
Твір складено на основі усних переказів та генеалогій, збережених у лангобардів. У його першій (докладнішій) частині (глави 1—5) розповідається про переселення лангобардів з півночі в Паннонію та перші роки завоювання Італії. Друга частина (глави 6—7) (від часу смерті короля Албойна) «Походження народу лангобардів» складається переважно зі списку королів лангобардів, до короля Перктаріта включно. 
Між 807 і 810 роками для короля Піпіна італійського «Походження народу лангобардів» було перероблено та доповнено в про-Каролінгському дусі (т. зв. Historia langobardorum Codicis Gothani) (збереглося в Codex Gothanus 84). 

## Видання
Латинською мовою:
- Origo gentis Langobardorum. — Monumenta Germaniae Historica. Scriptores Rerum Langobardicarum et Italicarum. — Hannover : Impensis Bibliopolii Hahniani, 1878. — P. 1—6.
- Historia langobardorum Codicis Gothani. — Monumenta Germaniae Historica. Scriptores Rerum Langobardicarum et Italicarum. — Hannover : Impensis Bibliopolii Hahniani, 1878. — P. 7—11.

Російською мовою:
- Походження народу лангобардів. Східна література. Архів оригіналу за 10 березня 2012. Процитовано 16 квітня 2011.